# جلوه‌های رنگ

درجه روشنی (tint) یک رنگ خالص با درجه آمیختن آن با رنگ سفید تغییر می‌کند. درجه سایه‌روشن (tone) یک رنگ خالص از طریق آمیختن آن با مقادیر مختلف خاکستری فراهم می‌شود. با اضافه کردن سیاه به یک رنگ خالص، می‌توان سایه (shade) آن رنگ را بیشتر کرد.

سایه‌روشن‌های رنگ آبی.

منظور از جِلوِه‌های رنگ یا پَرده‌های رنگ، انواع رنگ‌هایی است که با تغییر دادن هریک از سه ویژگی اصلی هر رنگ به‌دست می‌آیند.
بیشتر جلوه‌های رنگ به دلیل تضاد در سه ویژگی اصلی زیر به‌وجود می‌آیند که همه رنگ‌ها را تعریف می‌کند: 
1. ارزش (روشن در مقابل تاریک یا سفید در مقابل سیاه)
2. رنگینی (کروما) (اشباع، خلوص، سیری، ماتی)
3. فام: درجه شباهت یا تفاوت یک رنگ از یکی از عوامل اصلی قرمز، آبی و زرد

## ساختار رنگ ترکیبی
به دلیل ترکیب چند ویژگی زیر در رنگ‌ها، تعداد زیادی رنگ قابل مشاهده بروز می‌کند:
- روشنی[۱] (به انگلیسی: tint): به مقدار ترکیب یک رنگ با رنگ سفید را میزان روشنی آن رنگ گویند. در این حالت، رنگ به‌دست‌آمده روشن‌تر و ناخالص‌تر از رنگ اولیه است.
- سایه یا فام‌سایه (به انگلیسی: shade) ، به مقدار ترکیب یک رنگ با سیاه گفته می‌شود که تیرگی رنگ اصلی را افزایش می‌دهد.
- سایه‌روشن (tone, tonality)، به میزان تغییرات تیرگی و روشنی رنگ‌ها گفته می‌شود که از طریق آمیختن آن‌ها با مقادیر مختلفی از رنگ سفید، سیاه یا خاکستری به‌دست می‌آید.

در نظریه رنگ و هنرهای تجسمی سه رنگ اصلی قرمز، آبی و زرد و دو نارَنگ (بدون رنگ‌دانه) سیاه و سفید وجود دارد. شباهت یا تفاوت یک رنگ از یکی از عوامل اصلی قرمز، آبی و زرد را فام (به انگلیسی: hue) می‌گویند. رنگ‌ها به دو دسته کلی فام‌دار (قرمز، آبی، زرد و…) و بی‌فام (سیاه، سفید و خاکستری) تقسیم می‌شوند.

## گوناگونی رنگ‌ها
از ترکیب دو به دوی رنگ‌ها به ۹ رنگ فرعی می‌رسیم: «آبی بنفش، بنفش، بنفش قرمز، قرمز نارنجی، نارنجی، نارنجی زرد، زرد سبز، سبز، سبز آبی» و از ترکیب هر سه آن‌ها با هم رنگ قهوه‌ای ساخته می‌شود که در مجموع ۱۳ رنگ حاصل می‌شود. حال از ترکیب نارنگ‌های سیاه و سفید با این سیزده رنگ از هر کدام به ده درجه از سایه‌روشنی (تونالیته) می‌رسیم؛ به‌طور مثال رنگ قهوه‌ای دارای ده درجه سایه‌روشنی از تیره تا روشن می‌باشد. به عبارتی علاوه بر سیزده رنگ خالص، ۱۳۰ فام رنگی هم داریم. افزون بر آن، از ترکیب دو نارنگ سیاه و سفید، به نارنگ طوسی می‌رسیم که آن نیز دارای ده درجه سایه‌روشنی خنثی از تیره تا روشن می‌باشد. همچنین از ترکیب نارَنگ توسی با سیزده رنگ خالص، ۱۳ رنگ «چِرک» نیز ساخته می‌شود.
در مجموع، این ترکیبات ۱۶۹ طیف رنگ به‌دست می‌دهد که هر کدام دارای کد مشخص‌اند.